# Scopesis ulbrichti
Scopesis ulbrichti är en stekelart som först beskrevs av Teunissen 1953.  Scopesis ulbrichti ingår i släktet Scopesis och familjen brokparasitsteklar. Inga underarter finns listade i Catalogue of Life.